# Navigație la Jocurile Olimpice de vară din 2020 – Clasa 49erFX feminin
Proba feminină de navigație clasa 49erFX de la Jocurile Olimpice de vară din 2020 a avut loc în perioada 27 iulie-3 august 2021 la Enoshima Yacht Harbor, fiind programate să aibă loc 11 curse. La această probă au participat 21 de echipe.

## Program
| Mar 27 iul              | Mie 28 iul              | Joi 29 iul   | Vin 30 iul              | Sâm 31 iul                 | Dum 1 aug    | Lun 2 aug            |
| ----------------------- | ----------------------- | ------------ | ----------------------- | -------------------------- | ------------ | -------------------- |
| Cursa 1 Cursa 2 Cursa 3 | Cursa 4 Cursa 5 Cursa 6 | Zi de odihnă | Cursa 7 Cursa 8 Cursa 9 | Cursa 10 Cursa 11 Cursa 12 | Zi de odihnă | Cursa pentru medalii |

## Rezultate
| Loc | Sportive                                     | Țară                       | I      | II      | III     | IV     | V      | VI      | VII    | VIII  | IX    | X   | XI     | XII | Cursa pentru medalii | Total | Puncte |
| --- | -------------------------------------------- | -------------------------- | ------ | ------- | ------- | ------ | ------ | ------- | ------ | ----- | ----- | --- | ------ | --- | -------------------- | ----- | ------ |
| 1   | Martine Grael Kahena Kunze                   | Brazilia                   | †15    | 5       | 1       | 10     | 7      | 6       | 1      | 6     | 10    | 12  | 2      | 10  | 6                    | 91,0  | 76,0   |
| 2   | Tina Lutz Susann Beucke                      | Germania                   | 5      | 6       | 8       | 3      | †13    | 12      | 11     | 12    | 3     | 7   | 3      | 3   | 10                   | 96,0  | 83,0   |
| 3   | Annemiek Bekkering Annette Duetz             | Olanda                     | 13     | 8       | 2       | 1      | 6      | 1       | 12     | 5     | 6     | 5   | 11     | †16 | 18                   | 104,0 | 88,0   |
| 4   | Támara Echegoyen Paula Barceló               | Spania                     | 2      | 10      | †22 UFD | 2      | 3      | 3       | 13     | 4     | 5     | 19  | 12     | 4   | 12                   | 111,0 | 89,0   |
| 5   | Victoria Travascio María Sol Branz           | Argentina                  | 6      | 9       | 13      | †18    | 17     | 8       | 6      | 1     | 8     | 1   | 7      | 12  | 2                    | 108,0 | 90,0   |
| 6   | Charlotte Dobson Saskia Tidey                | Marea Britanie             | 1      | 1       | 6       | 4      | 2      | 5       | 16     | 13    | 14    | 15  | 4      | †18 | 14                   | 113,0 | 95,0   |
| 7   | Helene Næss Marie Roenningen                 | Norvegia                   | 10     | 17      | 12      | 13     | 10     | 9       | 4      | 9     | 2     | 3   | †18    | 7   | 4                    | 118,0 | 100,0  |
| 8   | Ida Marie Baad Nielsen Marie Thusgaard Olsen | Danemarca                  | 14     | 4       | 3       | 5      | 1      | 11      | 14     | †17   | 17    | 9   | 6      | 14  | 8                    | 123,0 | 106,0  |
| 9   | Lili Sebesi Albane Dubois                    | Franța                     | 4      | 15      | 10      | 6      | 8      | 2       | 7      | 14    | 13    | †18 | 14     | 2   | 16                   | 129,0 | 111,0  |
| 10  | Kimberly Lim Cecilia Low                     | Singapore                  | 12     | 12      | 11      | †15    | 15     | 13      | 3      | 2     | 7     | 8   | 1      | 13  | 20                   | 132,0 | 117,0  |
| 11  | Stephanie Roble Maggie Shea                  | Statele Unite ale Americii | 3      | 2       | 14      | 7      | 9      | †16     | 5      | 8     | 12    | 14  | 22 DFE | 5   | -                    | 117,0 | 101,0  |
| 12  | Alex Maloney Molly Meech                     | Noua Zeelandă              | 16     | †22 UFD | 5       | 12     | 4      | 4       | 8      | 3     | 18    | 6   | 19     | 6   | -                    | 123,0 | 101,0  |
| 13  | Tess Lloyd Jaime Ryan                        | Australia                  | 9      | 11      | 7       | 9      | 11     | 10      | 15     | 10    | †19   | 11  | 8      | 8   | -                    | 128,0 | 109,0  |
| 14  | Isaura Maenhaut Anouk Geurts                 | Belgia                     | 17     | 3       | 4       | 14     | †22 DS | 22 UFD  | 2      | 16    | 15    | 10  | 9      | 9   | -                    | 143,0 | 121,0  |
| 15  | Aleksandra Melzacka Kinga Loboda             | Polonia                    | 8      | 14      | 16      | 8      | 5      | 7       | 18     | 15    | 1     | †20 | 17     | 19  | -                    | 148,0 | 128,0  |
| 16  | Alexandra Ten Hove Mariah Millen             | Canada                     | †18    | 7       | 15      | 16     | 14     | 15      | 10     | 11    | 4     | 13  | 16     | 17  | -                    | 156,0 | 138,0  |
| 17  | Tanja Frank Lorena Abicht                    | Austria                    | 11     | 13      | 9       | 11     | 12     | †22 UFD | 19     | 7     | 9     | 17  | 15     | 20  | -                    | 165,0 | 143,0  |
| 18  | Anna Yamazaki Sena Takano                    | Japonia                    | 7      | 16      | †22 UFD | 17     | 16     | 22 UFD  | 9      | 19    | 11    | 4   | 13     | 15  | -                    | 171,0 | 149,0  |
| 19  | Chen Shasha Jin Ye                           | China                      | 20     | 19      | 17      | †22 NT | 22 DN  | 14      | 22 DS  | 22 DS | 22 DS | 2   | 10     | 1   | -                    | 193,0 | 171,0  |
| 20  | Diana Tudela Ballon María Pia van Oordt      | Peru                       | 19     | 18      | †22 UFD | 19     | 18     | 17      | 17     | 18    | 16    | 16  | 5      | 11  | -                    | 196,0 | 174,0  |
| 21  | Eye Guezguez Sarra Guezguez                  | Tunisia                    | †22 NT | 22 NS   | 22 NS   | 22 NS  | 22 NS  | 22 NS   | 22 UFD | 20    | 20    | 21  | 20     | 21  | -                    | 256,0 | 234,0  |

Legendă
BFD-descalificare steag negru; DS-descalificare; UFD - descalificare steag "U"; DPI - penalizare impusă; NS - Nu a venit la zona de start; NT - Nu a terminat cursa † - cursa nu e luată în considerare la rezultatul final; DFS - descalificare fără excludere